# Virginia Slims of California 1991
Virginia Slims of California 1991 — жіночий тенісний турнір, що проходив на закритих кортах з килимовим покриттям Окленд-Колізіем-Арена в Окленді (США). Належав до турнірів 2-ї категорії в рамках Туру WTA 1991. Відбувсь удвадцяте і тривав з 4 до 10 листопада 1991 року. Друга сіяна Мартіна Навратілова здобула титул в одиночному розряді й отримала 70 тис. доларів США, а також 300 рейтингових очок.

## Фінальна частина

### Одиночний розряд
Мартіна Навратілова —  Моніка Селеш 6–3, 3–6, 6–3
- Для Навратілової це був 5-й титул в одиночному розряді за сезон і 157-й — за кар'єру.

### Парний розряд
Патті Фендік /  Джиджі Фернандес —  Мартіна Навратілова /  Пем Шрайвер 6–4, 7–5
- Для Фендік це був 4-й титул в парному розряді за сезон і 14-й — за кар'єру. Для Фернандес це був 4-й титул в парному розряді за сезон і 23-й — за кар'єру.